# たからもの (ドキドキ!プリキュアのキャラクターソング)
「たからもの」は、2013年10月26日公開のアニメーション映画『映画 ドキドキ!プリキュア マナ結婚!!?未来につなぐ希望のドレス』のテーマソング。劇中の挿入歌として用いられ、登場キャラクターの相田マナ（声・生天目仁美）・菱川六花（声・寿美菜子）・四葉ありす（声・渕上舞）が歌っている。
同年10月23日にマーベラスAQLからシングルが発売された。カップリングには剣崎真琴（声・宮本佳那子）と円亜久里（声・釘宮理恵）による「未来のありか」（映画未使用曲）が収録されている。

## シングル収録曲
1. たからもの
歌：相田マナ（生天目仁美）・菱川六花（寿美菜子）・四葉ありす（渕上舞）
作詞：六ツ見純代、作・編曲：高木洋
  - 東映系アニメ映画『映画 ドキドキ!プリキュア マナ結婚!!?未来につなぐ希望のドレス』テーマソング
2. 未来のありか
歌：剣崎真琴（宮本佳那子）・円亜久里（釘宮理恵）
作詞：木本慶子、作・編曲：藤澤健至
3. たからもの（オリジナル・カラオケ）
4. 未来のありか（オリジナル・カラオケ）

| スタブアイコン | サブスタブ | この項目は、まだ閲覧者の調べものの参照としては役立たない、シングルに関連した書きかけの項目です。この項目を加筆・訂正などしてくださる協力者を求めています（P:音楽/PJ:楽曲）。 |